# Deutsche Meister im Go
Aufgelistet sind die deutschen Meister im Go, sowohl in der Einzel- als auch in der Mannschaftsdisziplin, die (seit seiner Gründung) in der Bundesrepublik durch den Deutschen Go-Bund ermittelt werden.
Die allgemeinen Meisterschaften sind für beide Geschlechter zugänglich. Es wird aber auch in getrennten Turnieren ein Frauentitel bei den Deutschen Meisterschaften vergeben.
Als weiterer Titel wird der Deutsche Meister im Rengo (Paar-Go) vergeben.

## Ränge
Go-Spieler erhalten einen Rang, der zur Orientierung bei der Wahl eines Spielpartners dienen kann und hier teilweise angegeben ist:
- Meisterränge heißen Dan: ein 1. Dan (1d) ist der niedrigste Meisterrang, der 7. Dan (7d) für Amateure (in Japan selten auch der 8. Dan) der höchste,
- Schülerränge heißen Kyū und reichen numerisch absteigend vom 30. bis zum 1. Kyū (1k), dem höchsten Rang bei den Schülern.

## Deutsche Meister vor 1945
| Jahr | Einzelmeister |
| ---- | ------------- |
| 1927 | Felix Dueball |
| 1938 | Felix Dueball |
| 1939 | Garmeister    |
| 1940 | Kassel        |
| 1941 | Schaller      |

## Meister der Bundesrepublik
| Jahr | Einzelmeister                | Jugendmeister             | Einzelmeister (Frauen) |
| ---- | ---------------------------- | ------------------------- | ---------------------- |
| 1957 | Fritz Dueball                |                           |                        |
| 1958 | Fritz Dueball                |                           |                        |
| 1959 | Fritz Dueball                |                           |                        |
| 1960 | Günter Cießow                |                           |                        |
| 1961 | Wichard von Alvensleben      |                           |                        |
| 1962 | Wichard von Alvensleben      |                           |                        |
| 1963 | Wichard von Alvensleben      |                           |                        |
| 1964 | Wichard von Alvensleben      |                           |                        |
| 1965 | Jürgen Mattern               |                           |                        |
| 1966 | Jürgen Mattern               |                           |                        |
| 1967 |                              |                           |                        |
| 1968 | Jürgen Mattern               |                           |                        |
| 1969 |                              |                           |                        |
| 1970 | Jürgen Mattern (5d)          |                           |                        |
| 1971 |                              |                           |                        |
| 1972 | Günter Cießow (4d)           |                           |                        |
| 1973 | Jürgen Mattern (5d)          |                           |                        |
| 1974 | Wichard von Alvensleben (5d) |                           |                        |
| 1975 | Jürgen Mattern (6d)          |                           |                        |
| 1976 | Jürgen Mattern (6d)          |                           |                        |
| 1977 | Michael Kitsos (4d)          |                           |                        |
| 1978 | Horst Kippe (3d)             |                           |                        |
| 1979 | Bernd Wolter (4d)            |                           |                        |
| 1980 | Jürgen Mattern (6d)          |                           |                        |
| 1981 | Jürgen Mattern (6d)          |                           |                        |
| 1982 | Martin Dieterich (4d)        |                           |                        |
| 1983 | Jürgen Mattern (6d)          |                           |                        |
| 1984 | Jürgen Mattern (6d)          |                           |                        |
| 1985 | David Schoffel (4d)          |                           |                        |
| 1986 | Martin Dieterich (4d)        | Franz-Josef Dickhut (1d)  |                        |
| 1987 | Egbert Rittner (5d)          |                           |                        |
| 1988 | Hans Pietsch (5d)            |                           |                        |
| 1989 | Jürgen Mattern (5d)          | Franz-Josef Dickhut (3d)  | Sylvia Kalisch (1d)    |
| 1990 | Egbert Rittner (5d)          | Peter von Milczewski (4d) | Ursula Harbrecht (1k)  |

## Meister der DDR
| Jahr | Einzelmeister                               | Mannschaftsmeister             |
| ---- | ------------------------------------------- | ------------------------------ |
| 1965 | Günther Fritzsche                           |                                |
| 1966 | Günther Fritzsche                           |                                |
| 1967 | Günther Fritzsche                           |                                |
| 1968 | Günther Möhring                             |                                |
| 1969 | Wolfgang John (3k)                          | BSG Empor Felsenkeller Dresden |
| 1970 | Karl-Heinz Vogel (1d)                       | BSG Empor Felsenkeller Dresden |
| 1971 | Siegmar Steffens (1d)                       | BSG Empor Felsenkeller Dresden |
| 1972 | Manfred Soller (1d)                         | BSG Empor Felsenkeller Dresden |
| 1973 | Manfred Soller (2d)                         | TSG MAB Schkeuditz             |
| 1974 | Manfred Soller (2d)                         | BSG Empor Felsenkeller Dresden |
| 1975 | Manfred Soller (3d)                         | BSG Empor Felsenkeller Dresden |
| 1976 | Wolfgang John (3d)                          | BSG Empor Felsenkeller Dresden |
| 1977 | Peter Bergmann (3d)                         | BSG Empor Felsenkeller Dresden |
| 1978 | Wolfgang John (4d)                          | BSG Empor Felsenkeller Dresden |
| 1979 | Stephan Schiller (4d)                       | BSG Empor Felsenkeller Dresden |
| 1980 | Wolfgang John (4d)                          | ASG Vorwärts Kamenz            |
| 1981 | Stephan Schiller (4d)                       | BSG Aktivist Geophysik Leipzig |
| 1982 | Stephan Schiller (5d)                       | BSG Empor Felsenkeller Dresden |
| 1983 | Stephan Schiller (5d)                       | BSG Empor Felsenkeller Dresden |
| 1984 | Frank Mickan (4d)                           | BSG Aktivist Geophysik Leipzig |
| 1985 | Stefan Liesegang (5d)                       | SG Dr. Richard Sorge Berlin    |
| 1986 | Rudolf Erfurth (4d)                         | BSG Aktivist Geophysik Leipzig |
| 1987 | Rudolf Erfurth (4d) / Stephan Schiller (4d) | BSG Empor Felsenkeller Dresden |
| 1988 | Marko Leipert (3d)                          | BSG Empor Felsenkeller Dresden |
| 1989 | Malte Schuster (4d)                         | BSG Berliner Brauereien        |
| 1990 | Malte Schuster (5d)                         | BSG Berliner Brauereien        |

## Deutscher Meister
| Jahr | Einzelmeister            | Jugendmeister (ab 2014 nach Altersklassen) | Einzelmeister (Frauen) | Paar-Go-Meister                                                                                               |
| ---- | ------------------------ | --- | ---------------------- | --- |
| 1991 | Christoph Gerlach (4d)   | Marko Leipert (4d) | Antje Rapmund (3d)     | Regina Quest / Martin Quest                                                                                   |
| 1992 | Franz-Josef Dickhut (4d) | Jan Schröer (4d) | Monika Ibing (1k)      | Birgit Ohlenbusch / Felix Schadendorf                                                                         |
| 1993 | Jürgen Mattern (5d)      | Emil Nijhuis (4k) | Antje Rapmund (3d)     | Regina Quest / Franz-Josef Dickhut                                                                            |
| 1994 | Egbert Rittner (5d)      | | Kirsten Hartmann (1d)  | Kirsten Hartmann / Jan Schröer                                                                                |
| 1995 | Felix von Arnim (5d)     | | Zou Hao-Jiang (4d)     | Sylvia Kalisch / Tobias Berben                                                                                |
| 1996 | Egbert Rittner (6d)      | | Sylvia Kalisch (2d)    | Kirsten Hartmann / Jan Schröer                                                                                |
| 1997 | Egbert Rittner (6d)      | | Ursula Harbrecht (1d)  | Britta Trepczik / Christoph Gerlach                                                                           |
| 1998 | Christoph Gerlach (5d)   | Marcel Kienappel (2d) | Regina Quest (1d)      | Zhao Pei / Emil Nijhuis                                                                                       |
| 1999 | Franz-Josef Dickhut (6d) | Benjamin Teuber (4d) | Daniela Trinks (2d)    | Monika Reimpell / Franz-Josef Dickhut                                                                         |
| 2000 | Franz-Josef Dickhut (6d) | Benjamin Teuber (4d) | Daniela Trinks (2d)    | Monika Reimpell / Franz-Josef Dickhut                                                                         |
| 2001 | Egbert Rittner (6d)      | Anaïce Saalmann (5k) | Monika Reimpell (1d)   | Lisa Ente (1d) / Benjamin Teuber                                                                              |
| 2002 | Franz-Josef Dickhut (6d) | Michel Spode (1k) | Monika Reimpell (2d)   | Zhao Pei (6d) / Christoph Gerlach (6d)                                                                        |
| 2003 | Franz-Josef Dickhut (6d) | Michel Spode (1d) | Lisa Ente (3d)         | Zhao Pei (6d) / Christoph Gerlach (6d)                                                                        |
| 2004 | Franz-Josef Dickhut (6d) | Jun Tarumi (2d) | Jasmin Großmann (1k)   | Zhao Pei (6d) / Christoph Gerlach (6d)                                                                        |
| 2005 | Felix von Arnim (5d)     | Barbara Knauf (2d) | Daniela Trinks (3d)    | Zhao Pei (6d) / Christoph Gerlach (6d)                                                                        |
| 2006 | Franz-Josef Dickhut (6d) | Sebastian Engels (1d) | Daniela Trinks (3d)    | Monika Reimpell (2d) / Franz-Josef Dickhut (6d)                                                               |
| 2007 | Zou Jin (6d)             | Torsten Knauf (2d) | Manuela Marz (3d)      | Monika Reimpell (2d) / Franz-Josef Dickhut (6d)                                                               |
| 2008 | Franz-Josef Dickhut (6d) | Lukas Krämer (2d) | Barbara Knauf (3d)     | Olga Silber (1k) / Benjamin Teuber (6d)                                                                       |
| 2009 | Christoph Gerlach (6d)   | Lukas Krämer (4d) | Manuela Marz (4d)      | Olga Silber (1k) / Benjamin Teuber (6d)                                                                       |
| 2010 | Franz-Josef Dickhut (6d) | Lukas Krämer (4d) | Manuela Marz (4d)      | Judith Conradi (2d) / Robert Jasiek (5d)                                                                      |
| 2011 | Franz-Josef Dickhut (6d) | Jonas Welticke (1d) | Jana Hollmann (1d)     | Lisa Ente (3d) / Torsten Knauf (3d)                                                                           |
| 2012 | Franz-Josef Dickhut (6d) | Jonas Welticke (4d) | Barbara Knauf (3d)     | Drei punktgleiche Sieger: Lisa Ente / Torsten Knauf; Jana Hollmann / Klaus Petri; Manuela Marz / Michael Marz |
| 2013 | Lukas Krämer (5d)        | Oliver Wolf (4d) | Manja Marz (3d)        | Barbara Knauf (3d) / Matthias Terwey (4d)                                                                     |
| 2014 | Lukas Krämer (5d)        | Junioren (U19): Jonas Welticke (5d) Jugend (U15): Emanuel Schaaf (5k) Kinder (U11): Arved Pittner (1k)                                                                                                  | Manja Marz (3d)        | Lisa Ente (3d) / Torsten Knauf (3d)                                                                           |
| 2015 | Lukas Krämer (6d)        | Junioren (U19): Martin Ruzicka (4d) Jugend (U15): Chen Feiyang (2d) Kinder (U11): Immanuel Dottan (8k)                                                                                                  | Manja Marz (3d)        | Lisa Ente (3d) / Torsten Knauf (3d)                                                                           |
| 2016 | Lukas Krämer (6d)        | Junioren (U19): Martin Ruzicka (4d) Jugend (U15): Chen Feiyang (2d) Kinder (U11): Immanuel Dottan (6k)                                                                                                  | Manja Marz (3d)        | Barbara Knauf (3d) / Torsten Knauf (3d)                                                                       |
| 2017 | Jonas Welticke (6d)      | Junioren (U19): Chafiq Bantla (3d) Jugend (U15): Arved Pittner (3d) Kinder (U11): Shukai Kirby Zhang (7k)                                                                                               | Maike Wilms (2d)       | Lisa Ente / Benjamin Teuber                                                                                   |
| 2018 | Jonas Welticke (6d)      | Junioren (U19): Manuel Jacobsen (1d) Jugend (U15): Feiyang Chen (3d) Kinder (U11): Yuze Xing (4k) | Manja Marz (3d)        | Manja Marz (3d) / Lukas Krämer (6d)                                                                           |
| 2019 | Benjamin Teuber (6d)     | Junioren (U19): Elian Grigoriu (5d) Jugend (U15): Shukai Zhang (2d) Kinder (U11): Yuze Xing (2d) | Manja Marz (3d)        | Manja Marz (3d) / Matias Pankoke (5d)                                                                         |
| 2020 | ---                      | Statt der DJGM wurde 2020 und 2021 der Deutsche Jugendpokal online ausgespielt: Junioren (U19): Arved Pittner (6d) Jugend (U15): Yuze Xing (2d) Kinder (U11): Weiyi Zhao(4k) Mädchen: Isabel Donle (2d) | ---                    | Manja Marz (3d) / Matias Pankoke (5d)                                                                         |
| 2021 | Lukas Krämer (6d)        | Junioren (U19): Isabel Donle (2d) Jugend (U15): Shizhao Li (1k) Kinder (U11): Ryan Sun (4k) Mädchen: Eva Leissen (11k)                                                                                  | ---                    | |
| 2022 | Jonas Welticke (6d)      | Junioren (U19): Arved Pittner (6d) Jugend (U15): Yuze Xing (3d) Kinder (U11): Ryan Sun (2k) | Barbara Knauf (3d)     | |
| 2023 | Benjamin Teuber (6d)     | Junioren (U19): Shizhao Li (2d) Jugend (U15): Jing-Xiang Qiao (1d) Kinder (U11): Miles Zhang (3k) |                        | |

## Deutsche Mannschaftsmeister
In den Jahren 2003 bis 2006 fand jeweils eine Deutsche Vereins-Go-Meisterschaft statt, die als Wochenendturnier in Oschersleben ausgetragen und vor 2006 auch als Mannschaftsmeisterschaft bezeichnet wurde.
Seit 2004 (Saison 2004/2005) gibt es eine mehrligige Bundesliga, die im Internet als Mannschaftsturnier ausgetragen wird. Seit 2006 darf sich die Siegmannschaft aus  Liga 1 „Deutscher Mannschaftsmeister“ nennen.
| Jahr | Mannschaftsmeister   | Anmerkung                                                                                       |
| ---- | -------------------- | ----------------------------------------------------------------------------------------------- |
| 2003 | USC Magdeburg        |                                                                                                 |
| 2004 | Immergrün Jena       |                                                                                                 |
| 2005 | Leipzig              | Erster der 1. Bundesliga: Karlsruhe                                                             |
| 2006 | Hamburg-Hebsacker    | In der Vereinsmeisterschaft geteilter 1. Platz: Strausberg, Immergrün Jena und Leipziger Teddys |
| 2007 | Karlsruhe            |                                                                                                 |
| 2008 | Karlsruhe            |                                                                                                 |
| 2009 | Karlsruhe            |                                                                                                 |
| 2010 | Karlsruhe            |                                                                                                 |
| 2011 | Hamburg-Hebsacker    |                                                                                                 |
| 2012 | Hamburg-Hebsacker    |                                                                                                 |
| 2013 | Berlin Zebrapinguine |                                                                                                 |
| 2014 | Berlin Zebrapinguine |                                                                                                 |
| 2015 | Hamburg-Pauli        |                                                                                                 |
| 2016 | Hamburg-Hebsacker    |                                                                                                 |
| 2017 | Igoist Berlin        |                                                                                                 |
| 2018 | Berlin Zebrapinguine |                                                                                                 |
| 2019 | Berlin Zebrapinguine |                                                                                                 |
| 2020 | Hamburg-Pauli        |                                                                                                 |
| 2021 | Karlsruhe            |                                                                                                 |
| 2022 | Darmstädter Elche    |                                                                                                 |
| 2023 | JIGS                 |                                                                                                 |
| 2024 | JIGS                 |                                                                                                 |

## Einzelbelege
1. ↑  Faksimile Deutsche Gozeitung Nr. 11/1927 in DGoZ 6/1981, S. 1.
2. ↑  Tobias Berben: Bericht von der Deutschen Go-Einzel-Meisterschaft 2014 (Memento des Originals vom 27. Juni 2015 im Internet Archive)  Info: Der Archivlink wurde automatisch eingesetzt und noch nicht geprüft. Bitte prüfe Original- und Archivlink gemäß Anleitung und entferne dann diesen Hinweis. auf www.go-baduk-weiqi.de
3. ↑  Steffi Hebsacker: Bericht von der Deutschen Go-Jugend-Meisterschaft 2014 (Memento des Originals vom 24. November 2015 im Internet Archive)  Info: Der Archivlink wurde automatisch eingesetzt und noch nicht geprüft. Bitte prüfe Original- und Archivlink gemäß Anleitung und entferne dann diesen Hinweis.  auf www.go-baduk-weiqi.de
4. ↑  Deutsche Gozeitung 4/2014, S. 10.
5. ↑  Turnierausrichter-Info im Karlswiki
6. ↑  Übersicht des DGoB (Memento des Originals vom 22. November 2015 im Internet Archive)  Info: Der Archivlink wurde automatisch eingesetzt und noch nicht geprüft. Bitte prüfe Original- und Archivlink gemäß Anleitung und entferne dann diesen Hinweis.
7. ↑  Turnierausrichter-Info im Karlswiki
8. ↑  Übersicht des DGoB (Memento des Originals vom 22. November 2015 im Internet Archive)  Info: Der Archivlink wurde automatisch eingesetzt und noch nicht geprüft. Bitte prüfe Original- und Archivlink gemäß Anleitung und entferne dann diesen Hinweis.
9. ↑  Übersicht des DGoB (Memento des Originals vom 5. Mai 2016 im Internet Archive)  Info: Der Archivlink wurde automatisch eingesetzt und noch nicht geprüft. Bitte prüfe Original- und Archivlink gemäß Anleitung und entferne dann diesen Hinweis.
10. ↑  Go-Bund-Info Juni 2003 (Memento des Originals vom 5. Mai 2016 im Internet Archive)  Info: Der Archivlink wurde automatisch eingesetzt und noch nicht geprüft. Bitte prüfe Original- und Archivlink gemäß Anleitung und entferne dann diesen Hinweis.
11. ↑  Go-Bund-Info Juni 2004 (Memento des Originals vom 5. Mai 2016 im Internet Archive)  Info: Der Archivlink wurde automatisch eingesetzt und noch nicht geprüft. Bitte prüfe Original- und Archivlink gemäß Anleitung und entferne dann diesen Hinweis.
12. ↑  Go-Bund-Info Juni 2005 (Memento des Originals vom 5. Mai 2016 im Internet Archive)  Info: Der Archivlink wurde automatisch eingesetzt und noch nicht geprüft. Bitte prüfe Original- und Archivlink gemäß Anleitung und entferne dann diesen Hinweis.
13. ↑  Go-Bund-Info Juni 2006 (Memento des Originals vom 5. Mai 2016 im Internet Archive)  Info: Der Archivlink wurde automatisch eingesetzt und noch nicht geprüft. Bitte prüfe Original- und Archivlink gemäß Anleitung und entferne dann diesen Hinweis.